# SERTAD2
SERTAD2 (англ. SERTA domain containing 2) – білок, який кодується однойменним геном, розташованим у людей на 2-й хромосомі. Довжина поліпептидного ланцюга білка становить 314 амінокислот, а молекулярна маса — 33 897.
| 10         |  | 20         |  | 30         |  | 40         |  | 50         |
| ---------- |  | ---------- |  | ---------- |  | ---------- |  | ---------- |
| MLGKGGKRKF |  | DEHEDGLEGK |  | IVSPCDGPSK |  | VSYTLQRQTI |  | FNISLMKLYN |
| HRPLTEPSLQ |  | KTVLINNMLR |  | RIQEELKQEG |  | SLRPMFTPSS |  | QPTTEPSDSY |
| REAPPAFSHL |  | ASPSSHPCDL |  | GSTTPLEACL |  | TPASLLEDDD |  | DTFCTSQAMQ |
| PTAPTKLSPP |  | ALLPEKDSFS |  | SALDEIEELC |  | PTSTSTEAAT |  | AATDSVKGTS |
| SEAGTQKLDG |  | PQESRADDSK |  | LMDSLPGNFE |  | ITTSTGFLTD |  | LTLDDILFAD |
| IDTSMYDFDP |  | CTSSSGTASK |  | MAPVSADDLL |  | KTLAPYSSQP |  | VTPSQPFKMD |
| LTELDHIMEV |  | LVGS       |  |            |  |            |  |            |

A: Аланін

C: Цистеїн

D: Аспарагінова кислота

E: Глутамінова кислота

F: Фенілаланін

G: Гліцин

H: Гістидин

I: Ізолейцин

K: Лізин

L: Лейцин

M: Метіонін

N: Аспарагін

P: Пролін

Q: Глутамін

R: Аргінін

S: Серин

T: Треонін

V: Валін

Задіяний у таких біологічних процесах, як транскрипція, регуляція транскрипції. 
Локалізований у цитоплазмі, ядрі.